# St. Johnston (County Donegal)
St. Johnston (auch: St. Johnstown, irisch Baile Suingean; deutsch: „Johns Ort“) ist eine Ortschaft im County Donegal im Norden der Republik Irland. Nach dem Census 2022 hatte St. Johnston 571 Einwohner.

## Lage
St. Johnston liegt etwa 18 Kilometer östlich von Letterkenny am Grenzfluss River Foyle zu Nordirland. Bis nach Derry sind es etwa zwölf Kilometer in nordöstlicher Richtung.
Durch die Ortschaft führen die R236 von Raphoe kommend nach Carrigans und weiter nach Derry sowie die R265 von Lifford nach Newtowncunningham.

## Geschichte
Das heute nur noch als Ruine erhaltene Mongavlin Castle, etwa drei Kilometer südlich von St. Johnston, wurde möglicherweise Anfang des 17. Jahrhunderts erbaut. An seiner Stelle befand sich vermutlich schon eine ältere Burganlage.
Die presbyterianische Kirche von St. Johnston wurde 1724 errichtet, während der neogotische Turm 1849 angefügt wurde. Wegen eines Blitzschlags wurde die Kirche um 1990 erneuert.
Die neogotische katholische St. Baithin’s Church wurde zwischen 1857 und 1860 nach Entwürfen von Edward William Godwin errichtet.

## Persönlichkeiten
- Oliver Bond (1760–1798), Kaufmann und Unterstützter der United Irishmen
- Niall Coll (* 1963), Bischof von Ossory (seit 2023)